# Manfred Bandmann
Manfred Bandmann (* 10. Januar 1947 in Düsseldorf) ist ein deutscher Ingenieur. Er war Vorsitzender der Geschäftsführung der Berufsgenossenschaft der Bauwirtschaft.

## Leben
Manfred Bandmann studierte bis 1973 Bauingenieurwesen an der RWTH Aachen. Nach ersten Berufsjahren bei der Hochtief AG wechselte er 1977 zur Tiefbau-Berufsgenossenschaft (TBG). Dort schloss Bandmann die Ausbildung zum Technischen Aufsichtsbeamten ab. 1990 wurde er Hauptgeschäftsführer der Tiefbau-Berufsgenossenschaft; seit 2005 war er Mitglied der Geschäftsführung der fusionierten Berufsgenossenschaft der Bauwirtschaft (BG BAU) und ab 2007 Vorsitzender der Geschäftsführung. Anfang Oktober 2010 endete seine aktive Zeit in der Geschäftsführung der BG.
Bandmann engagiert sich in zahlreichen Fachausschüssen und Gremien. Seit 1997 ist er Honorarprofessor an der Technischen Universität München, vor allem zu den Themenbereichen Sicherheit und Prävention. Von 1998 bis 2009 war er Präsident des Deutschen Verkehrssicherheitsrat e.V. (DVR) und Mitglied des Director Boards des European Transport Safety Council (ETSC). Von Juni 2009 bis Juli 2012 war er Geschäftsführer des Berufsgenossenschaftlichen Vereins für Heilbehandlung Murnau e.V., dem Trägerverein der Berufsgenossenschaftlichen Unfallklinik Murnau.
Bandmann ist seit 1968 Mitglied der katholischen Studentenverbindung KDStV Kaiserpfalz Aachen im CV. Er ist Ehrenmitglied der Studiengesellschaft für unterirdische Verkehrsanlagen e.V. (STUVA). Er lebt in München.

## Ehrungen
- 2003 wurde ihm der Goldene Dieselring des Verbandes der Motorjournalisten e.V. (VdM) für besondere Verdienste um die Verkehrssicherheit verliehen.
- 2006 wurde er von dem Bundesminister für Verkehr, Bau und Stadtentwicklung Wolfgang Tiefensee mit dem Verdienstkreuz am Bande des Verdienstordens der Bundesrepublik Deutschland ausgezeichnet.
- 2008 erhielt er die Goldene Ehrennadel der Deutschen Gesellschaft für Unfallchirurgie.